# کپلر-۳۷سی
کپلر-۳۷سی (انگلیسی: Kepler-37c) یک سیاره فراخورشیدی است که توسط تلسکوپ فضایی کپلر در فوریهٔ ۲۰۱۳ کشف شد. با تناوب مداری ۲۱ روز، در فاصلهٔ ۲۰۹ سال نوری از منظومهٔ ما، در صورت فلکی شلیاق قرار دارد.